# Гомеш, Эурику
Эурику Монтейру Гомеш (порт. Eurico Monteiro Gomes; род. 29 сентября 1955, Санта-Марта-ди-Пенагиан) — португальский футболист, защитник. Бронзовый призёр ЧЕ-1984. После окончания карьеры работал тренером.

## Биография
Начал карьеру в 1977 году в лиссабонской «Бенфике». В составе этого клуба он завоевал свой первый португальский чемпионский титул 1977 году, а в 1979 году повторил этот успех. В 1979 году он перешёл в лиссабонский «Спортинг», с которым дважды становился чемпионом Португалии. Кроме того, он один раз выиграл Кубок Португалии и один раз Суперкубок Португалии.
В 1982 году он перешёл в третий португальской клуб, «Порту». Там он достиг своего наибольшего успеха. Он снова дважды становился победителем чемпионата Португалии, выиграл Кубок Португалии и дважды выиграл Суперкубок Португалии. В составе «Порту» он также выиграл Межконтинентальный кубок, Суперкубок Европы и Кубок чемпионов в 1987 году. В финале против «Баварии» он не вышел на поле. Гомеш также принимал участие в Чемпионате Европы 1984 году, где сборная Португалии дошла до полуфинала.
С 1987 по 1989 год он играл в клубе «Витория» (Сетубал), после чего завершил карьеру футболиста.

## Достижения

### Как игрок

#### Командные
- Чемпион Португалии: 1976/77, 1979/80, 1981/82, 1984/85, 1985/86
- Обладатель Кубка Португалии: 1981/82, 1983/84
- Обладатель Суперкубка Португалии: 1982, 1983, 1984, 1986
- Обладатель Кубка чемпионов: 1986/1987
- Обладатель Суперкубка Европы: 1987
- Обладатель Межконтинентального кубка: 1987